# Tiếng Syriac
Tiếng Syriac (tiếng Syriac cổ điển: ܠܫܢܐ ܣܘܪܝܝܐ, Latinh hóa: Leššānā Suryāyā) – được nhắc đến cách thông tục trong các văn học tiếng Syriac cổ đại là tiếng Edessa (Urhāyā), tiếng Lưỡng Hà (Nahrāyā) và tiếng Aram (Aramāyā) – là một phương ngữ của tiếng Aram trung đại đông phương. Giới học thuật gọi ngôn ngữ này là tiếng Syriac cổ điển để chỉ thứ tiếng Syriac được dùng trong văn chương hay là tiếng Syriac đã được chuẩn hóa, đồng thời để phân biệt ngôn ngữ này với một số phương ngữ khác của tiếng Aram cũng được gọi là "tiếng Syriac" hay "tiếng Syria". Theo nghi chế Syria Tây của Giáo hội Công giáo, tiếng Syriac Cổ điển thường được gọi là leššōnō kṯoḇonōyō (n.đ. 'ngôn ngữ viết'  hoặc 'ngôn ngữ sử dụng trong sách'), gọi vắn tắt là kṯoḇonōyō, hay là kṯowonōyō, còn theo nghi chế Syria Đông thì ngôn ngữ này được gọi là leššānā ʔatīqā (n.đ. 'ngôn ngữ cổ xưa') hay là saprāyā (n.đ. 'ngôn ngữ của thầy ký lục hay ngôn ngữ văn chương').
Cùng với tiếng Hy Lạp và tiếng Latinh, tiếng Syriac là một trong ba ngôn ngữ Kitô giáo quan trọng nhất trong những thế kỷ đầu Công Nguyên. Tiếng Syriac trở thành cỗ xe của văn hóa và Kitô giáo Syriac, lan rộng khắp châu Á tới tận duyên hải Malabar Ấn Độ và miền Đông Trung Quốc, và là phương tiện giao tiếp và truyền bá văn hóa cho người Ả Rập cũng như, ở mức độ ít hơn, cho người Ba Tư. Chủ yếu là một phương tiện chuyển tải của Kitô giáo, tiếng Syriac có một ảnh hưởng văn học và văn hóa căn bản lên sự phát triển của tiếng Ả Rập, ngôn ngữ sẽ thay thế phần lớn nó vào khoảng thế kỷ 14. Cho tới nay, tiếng Syriac vẫn tiếp tục là ngôn ngữ phụng vụ của Kitô giáo Syriac.
Tiếng Syriac là một ngôn ngữ Aram Trung thời (giai đoạn giữa), và như thế là một ngôn ngữ thuộc nhánh Tây Bắc của nhóm ngôn ngữ Semit. Nó được viết bằng bảng chữ cái Syriac, một phái sinh từ bảng chữ cái Aram.